# Rheosmittia arcuata
Rheosmittia arcuata är en tvåvingeart som beskrevs av Caldwell 1996. Rheosmittia arcuata ingår i släktet Rheosmittia och familjen fjädermyggor. Inga underarter finns listade i Catalogue of Life.